# Dolores (Colorado)
Dolores es un pueblo ubicado en el condado de Montezuma, Colorado (Estados Unidos). Tiene una población estimada, a mediados de 2021, de 904 habitantes.
Está situado al suroeste del estado, en el inicio del Valle de Dolores, surcado por el río homónimo del que la localidad toma el nombre.